# Óscar Díaz Acosta
Oscar Alberto Díaz Acosta (Tarija, 1985. október 22. –) bolíviai labdarúgó, a Wilstermann csatára.